# Hong Kong Open 2002 - Qualificazioni singolare
Le qualificazioni del singolare  dell'Hong Kong Open 2002 sono state un torneo di tennis preliminare per accedere alla fase finale della manifestazione. I vincitori dell'ultimo turno sono entrati di diritto nel tabellone principale. In caso di ritiro di uno o più giocatori aventi diritto a questi sono subentrati i lucky loser, ossia i giocatori che hanno perso nell'ultimo turno ma che avevano una classifica più alta rispetto agli altri partecipanti che avevano comunque perso nel turno finale.
Le qualificazioni del torneo Hong Kong Open 2002 prevedevano 32 partecipanti di cui 4 sono entrati nel tabellone principale.

## Teste di serie
1. Antony Dupuis (ultimo turno)
2. Jeff Morrison (Qualificato)
3. Brian Vahaly (secondo turno)
4. Dick Norman (ultimo turno)

1. Takao Suzuki (Qualificato)
2. Michael Kohlmann (Qualificato)
3. Alexander Waske (ultimo turno)
4. Magnus Larsson (Qualificato)

## Qualificati
1. Takao Suzuki
2. Jeff Morrison

1. Magnus Larsson
2. Michael Kohlmann

## Tabellone

### Legenda
| - Q = Qualificato - WC = Wild card - LL = Lucky loser | - ALT = Alternate - SE = Special Exempt - PR = Protected Ranking | - w/o = Walkover - r = Ritirato - d = Squalificato |

### Sezione 1
|  | Primo turno  | Primo turno   | Primo turno   | Primo turno | Primo turno |  |  | Secondo turno | Secondo turno | Secondo turno | Secondo turno | Secondo turno |   |   | Ultimo turno | Ultimo turno  | Ultimo turno  | Ultimo turno | Ultimo turno |  |
|  |              |               |               |             |             |  |  |               |               |               |               |               |   |   |              |               |               |              |              |  |
|  | 1            | Antony Dupuis | 62            | 6           | 6           |  |  |               |               |               |               |               |   |   |              |               |               |              |              |  |
|  |              | Lu Yen-hsun   | 7             | 4           | 4           |  |  | 1             | Antony Dupuis | Antony Dupuis | 6             | 6             |   |   |              |               |               |              |              |  |
|  | Doug Bohaboy | Doug Bohaboy  | Doug Bohaboy  | 6           | 6           |  |  |               | Doug Bohaboy  | Doug Bohaboy  | 4             | 1             |   |   |              |               |               |              |              |  |
|  | Kai-Ho Lo    | Kai-Ho Lo     | Kai-Ho Lo     | 0           | 1           |  |  |               |               |               |               |               |   |   | 1            | Antony Dupuis | Antony Dupuis | 63           | 62           |  |
|  | John Hui     | John Hui      | 6             | 3           | 6           |  |  |               |               | 5             | Takao Suzuki  | Takao Suzuki  | 7 | 7 |              |               |               |              |              |  |
|  | Rick Leach   | Rick Leach    | 1             | 6           | 4           |  |  |               | John Hui      | John Hui      | 2             | 1             |   |   |              |               |               |              |              |  |
|  | 5            | Takao Suzuki  | Takao Suzuki  | 6           | 6           |  |  | 5             | Takao Suzuki  | Takao Suzuki  | 6             | 6             |   |   |              |               |               |              |              |  |
|  |              | Nathan Healey | Nathan Healey | 1           | 3           |  |  |               |               |               |               |               |   |   |              |               |               |              |              |  |

### Sezione 2
|  | Primo turno      | Primo turno      | Primo turno      | Primo turno | Primo turno |  |  | Secondo turno | Secondo turno    | Secondo turno    | Secondo turno   | Secondo turno |    |   | Ultimo turno | Ultimo turno  | Ultimo turno | Ultimo turno | Ultimo turno |  |
|  |                  |                  |                  |             |             |  |  |               |                  |                  |                 |               |    |   |              |               |              |              |              |  |
|  | 2                | Jeff Morrison    | Jeff Morrison    | 6           | 6           |  |  |               |                  |                  |                 |               |    |   |              |               |              |              |              |  |
|  |                  | Anthony Ross     | Anthony Ross     | 4           | 1           |  |  | 2             | Jeff Morrison    | Jeff Morrison    | 6               | 6             |    |   |              |               |              |              |              |  |
|  | David Macpherson | David Macpherson | David Macpherson | 6           | 6           |  |  |               | David Macpherson | David Macpherson | 1               | 1             |    |   |              |               |              |              |              |  |
|  | Andres Battad    | Andres Battad    | Andres Battad    | 2           | 1           |  |  |               |                  |                  |                 |               |    |   | 2            | Jeff Morrison | 4            | 7            | 6            |  |
|  | Thomas Blake     | Thomas Blake     | Thomas Blake     | 6           | 6           |  |  |               |                  | 7                | Alexander Waske | 6             | 62 | 4 |              |               |              |              |              |  |
|  | Thomas Shimada   | Thomas Shimada   | Thomas Shimada   | 3           | 4           |  |  |               | Thomas Blake     | 7                | 4               | 3             |    |   |              |               |              |              |              |  |
|  | 7                | Alexander Waske  | Alexander Waske  | 6           | 6           |  |  | 7             | Alexander Waske  | 65               | 6               | 6             |    |   |              |               |              |              |              |  |
|  |                  | Monty Lo         | Monty Lo         | 2           | 0           |  |  |               |                  |                  |                 |               |    |   |              |               |              |              |              |  |

### Sezione 3
|  | Primo turno    | Primo turno    | Primo turno    | Primo turno    | Primo turno |  |  | Secondo turno | Secondo turno  | Secondo turno  | Secondo turno  | Secondo turno  |   |   | Ultimo turno | Ultimo turno | Ultimo turno | Ultimo turno | Ultimo turno |  |
|  |                |                |                |                |             |  |  |               |                |                |                |                |   |   |              |              |              |              |              |  |
|  | 3              | Brian Vahaly   | Brian Vahaly   | 6              | 6           |  |  |               |                |                |                |                |   |   |              |              |              |              |              |  |
|  |                | Brian MacPhie  | Brian MacPhie  | 4              | 0           |  |  | 3             | Brian Vahaly   | Brian Vahaly   | 3              | 611            |   |   |              |              |              |              |              |  |
|  | Todd Reid      | Todd Reid      | Todd Reid      | Todd Reid      | 7           |  |  |               | Todd Reid      | Todd Reid      | 6              | 7              |   |   |              |              |              |              |              |  |
|  | Patrick Sommer | Patrick Sommer | Patrick Sommer | Patrick Sommer | 5r          |  |  |               |                |                |                |                |   |   |              | Todd Reid    | Todd Reid    | 2            | 4            |  |
|  | Jun Kato       | Jun Kato       | Jun Kato       | 6              | 6           |  |  |               |                | 8              | Magnus Larsson | Magnus Larsson | 6 | 6 |              |              |              |              |              |  |
|  | Brian Hung     | Brian Hung     | Brian Hung     | 0              | 2           |  |  |               | Jun Kato       | Jun Kato       | 3              | 1              |   |   |              |              |              |              |              |  |
|  | 8              | Magnus Larsson | 2              | 6              | 6           |  |  | 8             | Magnus Larsson | Magnus Larsson | 6              | 6              |   |   |              |              |              |              |              |  |
|  |                | Jaymon Crabb   | 6              | 2              | 4           |  |  |               |                |                |                |                |   |   |              |              |              |              |              |  |

### Sezione 4
|  | Primo turno      | Primo turno      | Primo turno      | Primo turno | Primo turno |  |  | Secondo turno | Secondo turno    | Secondo turno | Secondo turno    | Secondo turno    |   |   | Ultimo turno | Ultimo turno | Ultimo turno | Ultimo turno | Ultimo turno |  |
|  |                  |                  |                  |             |             |  |  |               |                  |               |                  |                  |   |   |              |              |              |              |              |  |
|  | 4                | Dick Norman      | Dick Norman      | 6           | 6           |  |  |               |                  |               |                  |                  |   |   |              |              |              |              |              |  |
|  |                  | Yu Hiu-tung      | Yu Hiu-tung      | 2           | 4           |  |  | 4             | Dick Norman      | 6             | 4                | 6                |   |   |              |              |              |              |              |  |
|  | Gouichi Motomura | Gouichi Motomura | Gouichi Motomura | 6           | 6           |  |  |               | Gouichi Motomura | 2             | 6                | 3                |   |   |              |              |              |              |              |  |
|  | Jordan Kerr      | Jordan Kerr      | Jordan Kerr      | 3           | 2           |  |  |               |                  |               |                  |                  |   |   | 4            | Dick Norman  | Dick Norman  | 4            | 68           |  |
|  | Yong-Il Yoon     | Yong-Il Yoon     | Yong-Il Yoon     | 7           | 7           |  |  |               |                  | 6             | Michael Kohlmann | Michael Kohlmann | 6 | 7 |              |              |              |              |              |  |
|  | Luis Morejon     | Luis Morejon     | Luis Morejon     | 5           | 5           |  |  |               | Yong-Il Yoon     | 6             | 5                | 0                |   |   |              |              |              |              |              |  |
|  | 6                | Michael Kohlmann | Michael Kohlmann | 6           | 6           |  |  | 6             | Michael Kohlmann | 1             | 7                | 6                |   |   |              |              |              |              |              |  |
|  |                  | Murray Bennetto  | Murray Bennetto  | 3           | 4           |  |  |               |                  |               |                  |                  |   |   |              |              |              |              |              |  |